# San Pedro de Atacama
San Pedro de Atacama – miasto w Chile, w regionie Antofagasta, w prowincji El Loa.